# Rallye Monte Carlo 2014

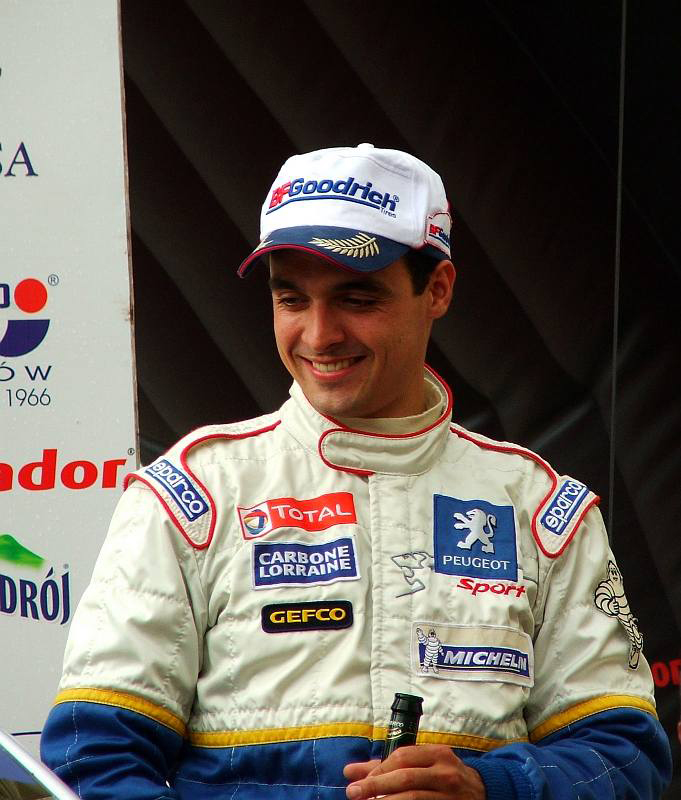
Bryan Bouffier

Die 82. Rallye Monte Carlo war der erste von 13 FIA-Weltmeisterschaftsläufen 2014, sie dauerte vom 16. bis zum 18. Januar 2014. Insgesamt wurden 15 Wertungsprüfungen gefahren auf Asphalt und zum Teil auf Schnee und Eis. Der amtierende Weltmeister Sébastien Ogier gewann die Rallye vor Bryan Bouffier und Kris Meeke.

## Berichte

### Shakedown (Mittwoch, 15. Januar)
Sébastien Ogier, im Volkswagen Polo R WRC, absolvierte die 3,52 Kilometer lange Strecke zum Auftakt der Rallye-Saison 2014 als Schnellster. Die Citroën-Fahrer Kris Meeke und Mads Østberg folgten auf den Rängen zwei und drei.

### 1. Tag (Donnerstag, 16. Januar)
Bei Schnee und Regen gewann Robert Kubica die erste und die zweite Wertungsprüfung. Für Neueinsteiger Hyundai begann die Rallye mit dem Ausfall von Thierry Neuville. In der ersten Wertungsprüfung kam Neuville von der Straße ab und prallte mit dem Heck gegen einen Strommasten, der gleich umkippte. Der Hyundai i20 WRC war für den Rest der Rallye nicht zu reparieren. In WP 4 fiel der zweite Hyundai aus, am Steuer Dani Sordo, wegen Elektrik-Problemen. Bryan Bouffier übernahm die Spitze mit einer tadellosen Leistung und der richtigen Reifenwahl vor Kubica und Meeke. Ogier folgte auf Rang vier mit 1:07 Minuten Rückstand.

### 2. Tag (Freitag, 17. Januar)
Nach acht Wertungsprüfungen war Bouffier weiterhin an der Spitze. Ogier kam aber mit den schlechten Straßenverhältnissen besser zurecht als am Freitag und fuhr auf den zweiten Rang. Er verkürzte den Rückstand auf rund 35 Sekunden. Nach einem Fahrfehler von Bouffier, in der neunten Wertungsprüfung, übernahm Ogier die Spitze. Bei der Anfahrt über eine kleine Brücke fuhr Kubica in das Geländer und rutsche mit dem Heck voran eine Böschung hinunter. Fahrer und Beifahrer blieben unverletzt, mussten aber die Rallye aufgeben, da das Auto nicht mehr zu reparieren war. Nach dem zweiten Tag war Ogier in Führung mit knapp 23 Sekunden Vorsprung auf Bouffier und über 1:30 Minuten auf Meeke.

### 3. Tag (Samstag, 18. Januar)
Ogier fuhr am Samstag dem Sieg entgegen, nachdem er die WPs 12 und 13 gewann bei starkem Regen. Die Nachtprüfung am Col du Turini musste wegen starkem Schneefall neutralisiert werden. Selbst die allradgetriebenen Fahrzeuge hatten mühe durch den vielen Schnee zu kommen. Für den Sieg bei der Power Stage ließen sich Jari-Matti Latvala drei Extra-WM-Punkte gutschreiben, zwei bekam Ogier und einen WM-Punkt ging an Meeke.

### 4. Tag (Sonntag, 19. Januar)
Am Sonntagmorgen ließen sich die drei Ersten der Rallye, Ogier, Bouffier und Meeke, bei der Siegerehrung in Monte Carlo feiern.

## Meldeliste
Nicht als WRC, WRC-2 oder WRC-3 gemeldete Fahrzeuge wurden in dieser Liste nicht erfasst.
| Nr | Fahrer               | Beifahrer           | Team                        | Auto                    | Klasse    |
| -- | -------------------- | ------------------- | --------------------------- | ----------------------- | --------- |
| 1  | Sébastien Ogier      | Julien Ingrassia    | Volkswagen Motorsport       | Volkswagen Polo R WRC   | WRC RC1   |
| 2  | Jari-Matti Latvala   | Miikka Anttila      | Volkswagen Motorsport       | Volkswagen Polo R WRC   | WRC RC1   |
| 3  | Kris Meeke           | Paul Nagle          | Citroën Total Abu Dhabi WRT | Citroën DS3 WRC         | WRC RC1   |
| 4  | Mads Østberg         | Jonas Andersson     | Citroën Total Abu Dhabi WRT | Citroën DS3 WRC         | WRC RC1   |
| 5  | Mikko Hirvonen       | Jarmo Lehtinen      | M-Sport World Rally Team    | Ford Fiesta RS WRC      | WRC RC1   |
| 6  | Elfyn Evans          | Daniel Barritt      | M-Sport World Rally Team    | Ford Fiesta RS WRC      | WRC RC1   |
| 7  | Thierry Neuville     | Nicolas Gilsoul     | Hyundai World Rally Team    | Hyundai i20 WRC         | WRC RC1   |
| 8  | Dani Sordo           | Marc Martí          | Hyundai World Rally Team    | Hyundai i20 WRC         | WRC RC1   |
| 9  | Andreas Mikkelsen    | Mikko Markkula      | Volkswagen Motorsport II    | Volkswagen Polo R WRC   | WRC RC1   |
| 10 | Robert Kubica        | Maciej Szczepaniak  | RK Robert Kubica            | Ford Fiesta RS WRC      | WRC RC1   |
| 11 | Bryan Bouffier       | Xavier Panseri      | M-Sport World Rally Team    | Ford Fiesta RS WRC      | WRC RC1   |
| 12 | François Delecour    | Dominique Savignoni | M-Sport World Rally Team    | Ford Fiesta RS WRC      | WRC RC1   |
| 21 | Martin Prokop        | Ernst Michal        | Jipocar Czech National Team | Ford Fiesta RS WRC      | WRC RC1   |
| 22 | Jaroslav Melichárek  | Erik Melichárek     | Slovakia World Rally Team   | Ford Fiesta RS WRC      | WRC RC1   |
| 31 | Yuriy Protasov       | Pavlo Cherepin      | Yuriy Protasov              | Ford Fiesta R5          | WRC-2 RC2 |
| 32 | Armin Kremer         | Klaus Wicha         | Stohl Racing                | Ford Fiesta R5          | WRC-2 RC2 |
| 33 | Massimiliano Rendina | Mario Pizzuti       | www. Rallyproject.com       | Mitsubishi Lancer Evo X | WRC-2 RC2 |
| 34 | Jourdan Serderidis   | Morgane Rose        | Jourdan Serderidis          | Ford Fiesta R5          | WRC-2 RC2 |
| 35 | Julien Maurin        | Nicolas Klinger     | Team Emap Yacco             | Ford Fiesta RS WRC      | WRC-2 RC2 |
| 37 | Lorenzo Bertelli     | Mitia Dotta         | FWRT s.r.l.                 | Ford Fiesta R5          | WRC-2 RC2 |
| 51 | Quentin Gilbert      | Renaud Jamoul       | Quentin Gilbert             | Citroën DS3 WRC R3T     | WRC-3 RC3 |

| Icon  | Klasse                                                            |
| ----- | ----------------------------------------------------------------- |
| WRC   | WRC Werksteams und um Herstellerpunkte eingetragene Privatteams   |
| WRC   | Werksteams und um nicht Herstellerpunkte eingetragene Privatteams |
| WRC-2 | Gemeldet für WRC-2                                                |
| WRC-3 | Gemeldet für WRC-3 (JWRC)                                         |

## Klassifikationen

### Endergebnis
| Rang   | Fahrer               | Beifahrer        | Auto                    | Zeit      | Rückstand | Ø km/h     | Punkte + Power Stage |
| WRC    | WRC                  | WRC              | WRC                     | WRC       | WRC       | WRC        | WRC                  |
| ------ | -------------------- | ---------------- | ----------------------- | --------- | --------- | ---------- | -------------------- |
| 01     | Sébastien Ogier      | Julien Ingrassia | Volkswagen Polo R WRC   | 3:55:14.4 |           | 091,9 km/h | 25 + 2               |
| 02     | Bryan Bouffier       | Xavier Panseri   | Ford Fiesta RS WRC      | 3:56:33.3 | 01:18.9   | 091,4 km/h | 18                   |
| 03     | Kris Meeke           | Paul Nagle       | Citroën DS3 WRC         | 3:57:08.7 | 01:54.3   | 091,2 km/h | 15 + 1               |
| 04     | Mads Østberg         | Jonas Andersson  | Citroën DS3 WRC         | 3:59:08.3 | 03:53.9   | 090,4 km/h | 12                   |
| 05     | Jari-Matti Latvala   | Mikka Anttila    | Volkswagen Polo R WRC   | 4:01:22.7 | 06:08.3   | 089,6 km/h | 10 + 3               |
| 06     | Elfyn Evans          | Daniel Barrit    | Ford Fiesta RS WRC      | 4:03:51.8 | 08:37.4   | 088,7 km/h | 8                    |
| 07     | Andreas Mikkelsen    | Mikko Markkula   | Volkswagen Polo R WRC   | 4:06:56.7 | 11:42.3   | 087,6 km/h | 6                    |
| 08     | Jaroslav Melichárek  | Érik Melichárek  | Ford Fiesta RS WRC      | 4:17:10.6 | 21:56.2   | 084,2 km/h | 4                    |
| 09     | Matteo Gamba         | Nicola Arena     | Peugeot 207 S2000       | 4:19:05.1 | 23:50.7   | 083,5 km/h | 2                    |
| 10     | Yuriy Protasov       | Pavlo Cherepin   | Ford Fiesta R5          | 4:20:57.2 | 25:42.8   | 082,9 km/h | 1                    |
| WRC 2  |                      |                  |                         |           |           |            |                      |
| 1 (10) | Yuriy Protasov       | Pavlo Cherepin   | Ford Fiesta R5          | 4:20:57.5 |           | 082,9 km/h | 25                   |
| 2 (12) | Lorenzo Bertelli     | Mittia Dotta     | Ford Fiesta R5          | 4:28:47.9 | 07:50.7   | 080,5 km/h | 18                   |
| 3 (13) | Robert Barrable      | Loudon Stuart    | Ford Fiesta R5          | 4:30:22.3 | 09:24.8   | 080,0 km/h | 15                   |
| 4 (17) | Armin Kremer         | Klaus Wicha      | Ford Fiesta R5          | 4:46:06.0 | 25:08.5   | 075,6 km/h | 12                   |
| 5 (26) | Massimiliano Rendina | Mario Pizzuti    | Mitsubishi Lancer Evo X | 4:58:19.8 | 37:22.3   | 072,5 km/h | 10                   |
| 6 (31) | Jourdan Serderidis   | Morgane Rose     | Ford Fiesta R5          | 5:04:47.0 | 43:49.5   | 071,0 km/h | 8                    |
| WRC 3  |                      |                  |                         |           |           |            |                      |
| 1 (39) | Quentin Gilbert      | Renaud Jamoul    | Citroën DS3 R3T         | 5:18:33.8 |           | 068,6 km/h | 25                   |

### Wertungsprüfungen
| Tag              | WP   | Name                                | Länge    | Fahrer / Beifahrer                     | Nr                                     | Wagen                                  | Zeit                                   | Ø km/h                                 | Gesamtführender                  |
| ---------------- | ---- | ----------------------------------- | -------- | -------------------------------------- | -------------------------------------- | -------------------------------------- | -------------------------------------- | -------------------------------------- | -------------------------------- |
| 1. Tag (16. Jan) | WP1  | Orpierre – Saint André de Rosans 1  | 25,43 km | Robert Kubica Maciej Szczepaniak       | 10                                     | Ford Fiesta RS WRC                     | 18:39,2                                | 81,99 km/h                             | Robert Kubica Maciej Szczepaniak |
| 1. Tag (16. Jan) | WP2  | Rosans – Sainte Marie – La Charce 1 | 17,98 km | Robert Kubica Maciej Szczepaniak       | 10                                     | Ford Fiesta RS WRC                     | 12:19,1                                | 87,58 km/h                             | Robert Kubica Maciej Szczepaniak |
| 1. Tag (16. Jan) | WP3  | Montauban sur l’Ouvèze – Laborel 1  | 19,34 km | Bryan Bouffier Xavier Panseri          | 11                                     | Ford Fiesta RS WRC                     | 14:04,1                                | 82,48 km/h                             | Bryan Bouffier Xavier Panseri    |
| 1. Tag (16. Jan) | WP4  | Orpierre – Saint André de Rosans 2  | 25,49 km | Jari-Matti Latvala Miikka Anttila      | 2                                      | Volkswagen Polo R WRC                  | 15:52,5                                | 96,34 km/h                             | Bryan Bouffier Xavier Panseri    |
| 1. Tag (16. Jan) | WP5  | Rosans – Sainte Marie – La Charce 2 | 17,98 km | Sébastien Ogier Julien Ingrassia       | 1                                      | Volkswagen Polo R WRC                  | 11:54,1                                | 90,64 km/h                             | Bryan Bouffier Xavier Panseri    |
| 1. Tag (16. Jan) | WP6  | Montauban sur l’Ouvèze – Laborel 2  | 19,34 km | Sébastien Ogier Julien Ingrassia       | 1                                      | Volkswagen Polo R WRC                  | 11:11,9                                | 103,61 km/h                            | Bryan Bouffier Xavier Panseri    |
| 2. Tag (17. Jan) | WP7  | Vitrolles – Faye 1                  | 49,03 km | Sébastien Ogier Julien Ingrassia       | 1                                      | Volkswagen Polo R WRC                  | 29:00,1                                | 101,44 km/h                            | Bryan Bouffier Xavier Panseri    |
| 2. Tag (17. Jan) | WP8  | Selonnet – Bréziers                 | 22,68 km | Bryan Bouffier Xavier Panseri          | 11                                     | Ford Fiesta RS WRC                     | 14:10,0                                | 96,06 km/h                             | Bryan Bouffier Xavier Panseri    |
| 2. Tag (17. Jan) | WP9  | Vitrolles – Faye 2                  | 49,03 km | Sébastien Ogier Julien Ingrassia       | 1                                      | Volkswagen Polo R WRC                  | 29:14,1                                | 100,63 km/h                            | Sébastien Ogier Julien Ingrassia |
| 2. Tag (17. Jan) | WP10 | Sisteron – Thoard                   | 36,85 km | Sébastien Ogier Julien Ingrassia       | 1                                      | Volkswagen Polo R WRC                  | 22:03,3                                | 100,27 km/h                            | Sébastien Ogier Julien Ingrassia |
| 2. Tag (17. Jan) | WP11 | Clumanc – Lambruisse                | 20,77 km | Jari-Matti Latvala Miikka Anttila      | 2                                      | Volkswagen Polo R WRC                  | 13:55,8                                | 89,44 km/h                             | Sébastien Ogier Julien Ingrassia |
| 3. Tag (18. Jan) | WP12 | La Bollène Vésubie – Moulinet 1     | 23,40 km | Sébastien Ogier Julien Ingrassia       | 1                                      | Volkswagen Polo R WRC                  | 19:28,9                                | 72,1 km/h                              | Sébastien Ogier Julien Ingrassia |
| 3. Tag (18. Jan) | WP13 | Sospel – Breil sur Roya 1           | 16,55 km | Sébastien Ogier Julien Ingrassia       | 1                                      | Volkswagen Polo R WRC                  | 10:12,5                                | 97,3 km/h                              | Sébastien Ogier Julien Ingrassia |
| 3. Tag (18. Jan) | WP14 | La Bollène Vésubie – Moulinet 2     | 23,40 km | neutralisiert wegen starkem Schneefall | neutralisiert wegen starkem Schneefall | neutralisiert wegen starkem Schneefall | neutralisiert wegen starkem Schneefall | neutralisiert wegen starkem Schneefall | Sébastien Ogier Julien Ingrassia |
| 3. Tag (18. Jan) | WP15 | Sospel – Breil sur Roya 2           | 16,55 km | Jari-Matti Latvala Miikka Anttila      | 2                                      | Volkswagen Polo R WRC                  | 10:41,5                                | 92,9 km/h                              | Sébastien Ogier Julien Ingrassia |

## Fahrerwertung nach der Rallye
Das Punktesystem für die ersten zehn Fahrer ist 25-18-15-12-10-8-6-4-2-1. Für die Power-Stage erhalten die drei schnellsten Fahrer jeweils 3-2-1 Bonuspunkte für die Fahrer-Weltmeisterschaft.
| Rang | Fahrer              | Punkte |
| ---- | ------------------- | ------ |
| 1    | Sébastien Ogier     | 27     |
| 2    | Bryan Bouffier      | 18     |
| 3    | Kris Meeke          | 16     |
| 4    | Jari-Matti Latvala  | 13     |
| 5    | Mads Østberg        | 12     |
| 6    | Elfyn Evans         | 8      |
| 7    | Andreas Mikkelsen   | 6      |
| 8    | Jaroslav Melichárek | 4      |
| 9    | Matteo Gamba        | 2      |
| 10   | Jurij Protasow      | 1      |